# Chronicon Edessenum
La Cronaca di Edessa (latino: Chronicon Edessenum) è una cronaca anonima della città di Edessa, oggi Şanlıurfa, scritta alla metà del VI secolo in lingua siriaca. "Cronaca di Edessa" è un titolo convenzionale; nel manoscritto si intitola Brevi storie degli eventi (siriaco: ܬܫ̈ܥܝܬܐ ܕܣܘܥܪ̈ܢܐ ܐܝܟ ܕܒܦܣܝ̈ܩܬܐ, Tašʿyātā d-suʿrāne a(y)k da-b-pāsiqātā).
Si ritiene generalmente che la Cronaca di Edessa sia stata scritta intorno al 540-550 d.C. La Cronaca è basata su documenti contenuti negli archivi reali di Edessa, e su alcuni documenti ecclesiastici più recenti, e di conseguenza è considerata storicamente affidabile. Potrebbe fare uso anche di una storia perduta della Persia.
La Cronaca di Edessa ci è pervenuta in una versione abbreviata contenuta in una copia manoscritta (Vat. Syr. 163). Questo manoscritto, proveniente dal Convento siriaco di Nostra Signora nel Wadi El Natrun fu acquistata da Giuseppe Simone Assemani durante un viaggio nel Vicino Oriente intrapreso su richiesta di Papa Clemente XI negli anni 1715-1717. Alcuni estratti della versione completa perduta del testo, a volte chiamata Cronaca originale di Edessa, sono conservati in altre cronache siriache.
La Cronaca copre il periodo che va dalla fondazione del regno di Osroene nel 133/132 d.C. al 540, ma contiene pochi eventi precedenti il III secolo. La cronaca riporta un'alluvione del fiume Daysan avvenuta durante il regno di Abgar VIII nel novembre 201, che danneggiò l'edificio di una chiesa cristiana a Edessa. Si tratta della prima menzione di un edificio dedicato esclusivamente al culto cristiano, nonché di una delle poche testimonianze dell'esistenza del cristianesimo a Edessa in questo momento. A differenza di altre opere letterarie di area siriaca, la Cronaca non contiene alcuna leggenda sull'apostolo Taddeo.